# エドウィン・ロックスバラ
エドウィン・ロックスバラ（Edwin Roxburgh、1937年-）はイギリスの作曲家、指揮者、オーボエ奏者である。

## 経歴
ロックスバラはリヴァプールに生まれた。イギリス国立青少年管弦楽団でオーボエ奏者を務めた後、彼は2つの奨学金を得て王立音楽大学（RCM）で作曲をハーバート・ハウエルズに、オーボエをテレンス・マクドナーに師事した。また作曲をパリでナディア・ブーランジェに、フィレンツェでルイジ・ダッラピッコラにも師事した。
学業を終えた後に彼はサドラーズウェルズ劇場の首席オーボエ奏者となり、王立音楽大学で指揮とオーボエを教え、RCM20世紀アンサンブルを創設した。多くの現代曲をレパートリーにして紹介し、またオーボエ奏者レオン・グーセンスと共にガイドブック『オーボエ』を1977年に出版した。 
2004年、ロックスバラはバーミンガム音楽院の作曲科長代理となり、2005年からは作曲と指揮の客員講師を務め、ワークショップの指導にもあたった。2007年に彼が70歳を迎えると、彼の作品の数々を紹介する演奏会シリーズが開催された。2008年にはロイヤル・フィルハーモニック協会からエルガー奨学金を授与された。
彼はロンドン・フェスティバル・オーケストラの提携作曲家でもある。

## 作品
- The rock : for soli, choir and orchestra[7]
- Sinfonia concertante for oboe, horn, violin, 'cello and chamber orchestra[8]
- Clarinet concerto[9][4]
- Saturn[10][4]
- Prelude for orchestra[11]
- Star-drift : for flute[12]
- Reflets dans la glace : sound adventures for piano[13]
- Images, for oboe and piano[14]
- How pleasant to know Mr. Lear : for narrator and orchestra[15]
- Pro patria mori : (2014) for piccolo trumpet in A & trumpet in C (1 player) & piano[16]
- At the Still Point of the Turning World[4][17]

## 著書
- Oboe / Leon Goossens, Edwin Roxburgh (Yehudi Menuhin music guides). Macdonald and Jane's London, 1977[18]
- Conducting for a new era. The Boydell Press Woodbridge, 2014[19]